# آلفرد گایدا
آلفرد گایدا (انگلیسی: Alfred Gaida؛ زادهٔ ۲۵ ژوئیهٔ ۱۹۵۱) دوچرخه‌سوار اهل آلمان است.